# Hans Frey (Offizier)

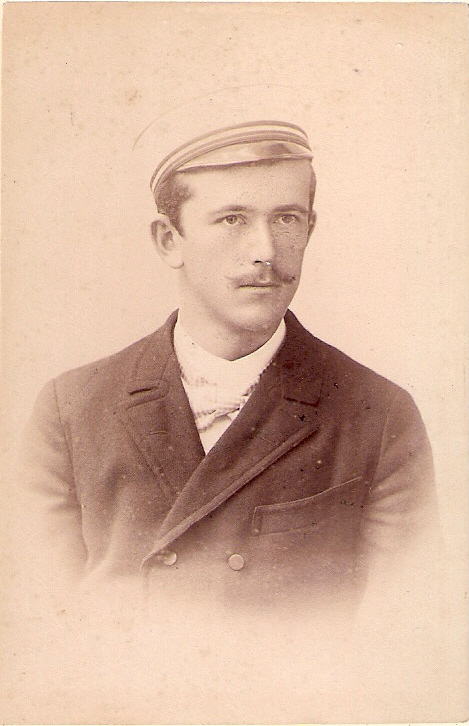
Hans Frey in Couleur des Corps Stauffia Stuttgart, Wintersemester 1894/95

Hans Frey (* 8. Mai 1873 in Neuhausen am Rheinfall; † 9. August 1947 in Bern) war ein Schweizer Ingenieur, Generalstabsoffizier und Hochschullehrer.

## Leben
Hans Frey besuchte die Kantonsschule Schaffhausen. Anschließend studierte er am Polytechnikum Zürich und an der Technischen Hochschule Stuttgart Ingenieurwissenschaften. In Stuttgart wurde er 1894 Mitglied des Corps Stauffia. Das Studium schloss er als Dipl.-Ing. ab.
1897 wurde Frey Ingenieur der Landestopografie. Von 1903 bis 1924 diente er in der Schweizer Armee als Generalstabsoffizier, 1904 bis 1905 und abermals ab 1910 als Instruktionsoffizier der Infanterie und ab 1920 als Sektionschef in der Generalstabsabteilung. 1924 wurde er zum Oberstdivisionär befördert und kommandierte bis 1932 die 6. Division.
Von 1933 bis 1936 lehrte er an der ETH Zürich Kriegsgeschichte.